# Дентон (округ, Техас)
Шаблон:StateAbbr_ 33°12′ пн. ш. 97°07′ зх. д. / 33.2° пн. ш. 97.12° зх. д.
Округ Дентон (англ. Denton County) — округ (графство) у штаті Техас, США. Ідентифікатор округу 48121.

## Історія
Округ утворений 1846 року.

## Демографія
За даними перепису 2000 року загальне населення округу становило 432976 осіб, зокрема міського населення було 382926, а сільського — 50050. Серед мешканців округу чоловіків було 215368, а жінок — 217608. В окрузі було 158903 домогосподарства, 111324 родин, які мешкали в 168069 будинках. Середній розмір родини становив 3,18.
Віковий розподіл населення поданий у таблиці:
| Стать    | До 15 років | 15-21 | 22-29 | 30-39 | 40-49 | 50-65 | 65-85 | Понад 85 |
| -------- | ----------- | ----- | ----- | ----- | ----- | ----- | ----- | -------- |
| Чоловіки | 52170       | 22408 | 29858 | 41614 | 34412 | 26066 | 8215  | 625      |
| Жінки    | 49677       | 23011 | 30239 | 41506 | 34237 | 26075 | 11075 | 1788     |

## Суміжні округи
- Кук — північ
- Грейсон — північний схід
- Коллін — схід
- Даллас — південний схід
- Таррант — південь
- Вайз — захід

## Виноски
1. ↑  Census.
2. ↑  Almanac, 2010.
3. ↑  Quickfacts, 2012.
4. ↑  American FactFinder. Бюро перепису населення США. Архів оригіналу за 21 травня 2008. Процитовано 31 січня 2008.

| США | Це незавершена стаття з географії США. Ви можете допомогти проєкту, виправивши або дописавши її. |